# Кэннон, Энни Джамп
Энни Джамп Кэннон (англ. Annie Jump Cannon; 1863—1941) — американский астроном.

## Биография
Родилась в Довере (штат Делавэр), в 1884 окончила Колледж Уэллсли. С 1896 работала в Гарвардской обсерватории.
Основные труды в области спектральной классификации звёзд и исследованию переменных звёзд. Продолжила работы по спектральной классификации звёзд, начатые В. Флеминг и А. К. Мори под руководством Э. Ч. Пикеринга в Гарвардской обсерватории. Выполнила классификацию всех звёзд, содержащихся в «Каталоге Генри Дрейпера» (т. 91-99 «Гарвардских анналов»), в «Продолжении каталога Генри Дрейпера», а также звёзд в зонах Йельского каталога и каталога, составлявшегося в обсерватории на мысе Доброй Надежды. Всего Кэннон классифицировала спектры около 350 000 звёзд. На основе «Каталога Генри Дрейпера» провела совместно с X. Шепли статистические исследования распределения звёзд по величинам и спектральным классам. В 1903 и 1907 составила каталоги переменных звёзд. Открыла около 300 переменных и 5 новых звёзд, большую часть из них по их спектральным характеристикам. Провела классификацию спектров нескольких сотен тысяч звезд для девятитомного Каталога Генри Дрейпера и Дополнения к нему. Ее система с порядком спектральных классов вида OBAFGKM была принята на международном уровне в 1922 году и до сих пор не теряет значения.
Суфражистка, член Национальной женской партии.
Почётный член Лондонского королевского астрономического общества (1914), почётный доктор многих университетов, первая женщина, получившая степень доктора наук Оксфордского университета (Англия, 1925).
Золотая медаль Генри Дрейпера (1931) и премия им. Э. Ричардс (1932) Национальной АН США.
В её честь названы астероид (1120) Каннония, открытый в 1928 году советским астрономом Пелагее Шайн в  Симеизской обсерватории и кратер на Луне, а в 1934 году Американским астрономическим обществом учреждена премия для женщин, внёсших значительный вклад в развитие астрономии.